# Kai Lappalainen
Kai Lappalainen (10 de noviembre de 1924 – 19 de mayo de 1978) fue un actor cinematográfico y televisivo finlandés.
Nacido en Oulu, Finlandia, también fue director artístico y director teatral. 
Falleció en 1978 en Helsinki, Finlandia. Estuvo casado con la actriz Marjatta Kallio desde 1952 hasta 1960, año en el que se divorció.

## Filmografía como actor
- 1952 : Radio tulee hulluksi
- 1953 : Me tulemme taas
- 1954 : Hei, rillumarei!
- 1955 : Villi Pohjola
- 1955 : Sankarialokas
- 1955 : Rakkaus kahleissa
- 1955 : Onni etsii asuntoa
- 1956 : Tyttö lähtee kasarmiin
- 1956 : Jokin ihmisessä
- 1964 : X-Paroni
- 1968 : Vihreä leski